# Коллинс, Эдуард Давыдович
Эдуард Давыдович Коллинс, Эдуард Альберт Коллинс, также Давидович или Коллинз (нем. Edward Albert Christopher (Eduard Albert Christoph) Ludwig von Collins; 3 (14) июля 1791 — 4 (16) августа 1840) — математик Российской империи XIX века, ординарный академик Петербургской Академии Наук. Директор Петришуле. В истории математики важен тем, что привлёк в Академию наук М. В. Остроградского и В. Я. Буняковского. Современникам был известен, в первую очередь, как преподаватель математики цесаревича Александра Николаевича, будущего Александра II.

## Биография
Отец Эдуарда, Иоанн Давид Коллинс, шотландец, эмигрировал в Пруссию. Оттуда он был приглашен в Санкт-Петербург на место пастора при реформатской церкви, впоследствии стал директором первой школы Санкт-Петербурга, Училища св. Петра. Мать, урождённая Анна Шарлотта Вильгельмина Эйлер (1773—1871), была дочерью конференц-секретаря Петербургской Академии Наук И. А. Эйлера и внучкой математика Леонарда Эйлера. В 1789 году, выйдя в 15 лет замуж за молодого академика Якова Бернулли-младшего, уже через два месяца она стала его вдовой.
В тринадцать лет Коллинс поступил в Училище св. Петра. Он рано обнаружил любовь к математике и в 16 лет изучал алгебру Эйлера с примечаниями Лагранжа. Такой интерес и способности к математике обратили на него особенное внимание его дяди, академика Н. И. Фусса, и он начал с ним занятия по высшей математике. Коллинс делал очень быстрые успехи. В 1814 году он был избран адъюнктом Академии, в 1820 году — экстраординарным академиком и в 1826 году — ординарным.
С 1824 года был преподавателем в Школе святого Петра, а с 1833 года, после смерти отца, — её директором; будучи придворным преподавателем математики в течение 10 лет, преподавал математику великому князю цесаревичу Александру Николаевичу.
Его работы большей частью относятся к геометрии (где он занимался изучением отдельных кривых) и теории чисел, а также анализу (комбинаторный анализ и его применение к математическому анализу). Он пытался изучить свойства математических операций и символов с весьма общей точки зрения. Главной его заслугой перед математикой было привлечение в Академию наук М. В. Остроградского и В. Я. Буняковского.
В изданиях Академии Наук за 1829—1838 годы напечатано несколько его мемуаров.

Согласно РБС:

Коллинс не прошёл высшего учебного заведения, но познания его были чрезвычайно обширны и он владел вполне научным методом; он был также большим любителем музыки и отличным её знатоком.

## Семья
Сын Коллинса, Эдуард Эдуардович, был инспектором Петришуле, а в 1913—1915 годах здание Петришуле перестраивалось (последний раз) по проекту архитектора Владимира Эдуардовича Коллинса, сына инспектора, который служил в управлении домов Немецкой церкви.
Известен также Александр Эдуардович Коллинс (нем. Alexander Waldemar Wilhelm Von Collins; 1868—1945), владелец нескольких типографий в Санкт-Петербурге-Петрограде.